# Gjendesheim

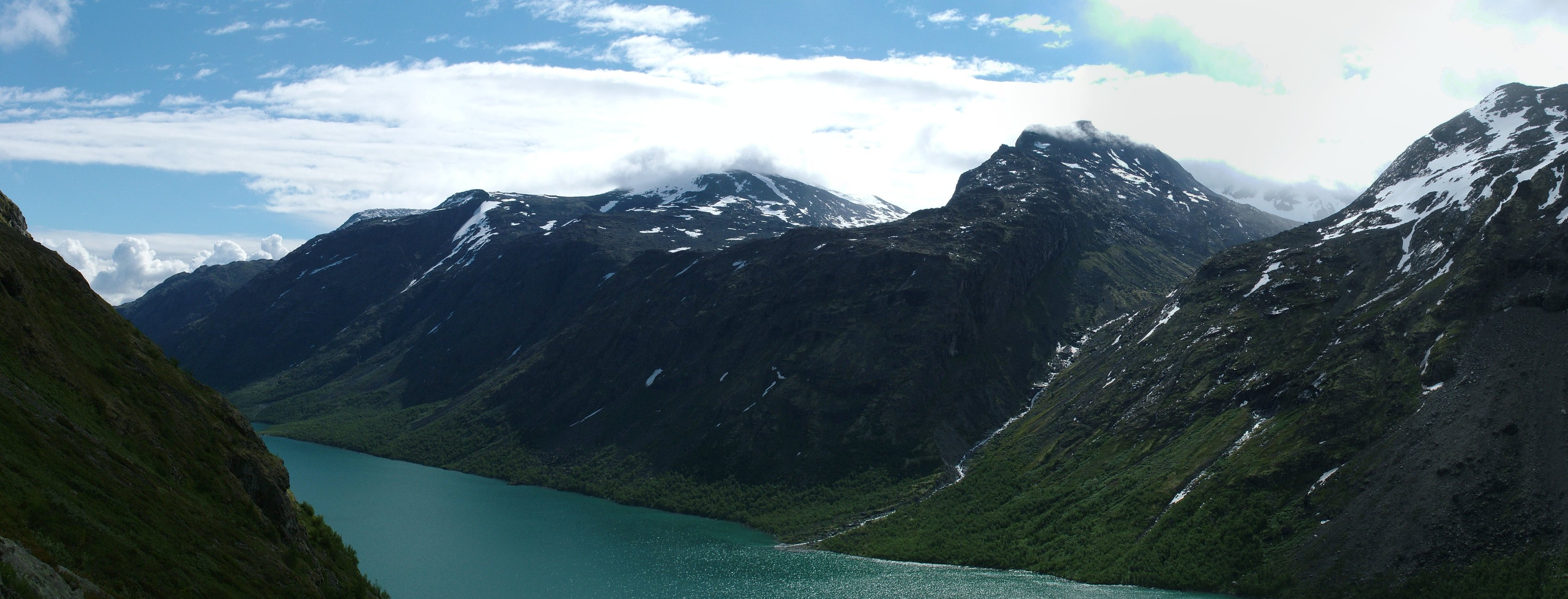
Panoramisch zicht op het Gjendemeer bij Gjendesheim

Gjendesheim ligt in het oosten van het meer Gjende gelegen op 994 meter boven zeeniveau en behoort bij de gemeente Vågå.
Gjendesheim ligt circa 2 km van Maurvangen aan Riksvei 51. Het is een populaire bestemming voor de wandeling over de bergrichel Besseggen. Wandelaars kunnen ook de boot naar Memurubu nemen en terugwandelen naar Gjendesheim over de Besseggen of de route andersom maken. De hut heeft ruimte voor circa 170 gasten met slaapkamers met 1, 2 en 4 bedden. De voorzieningen zijn eenvoudig met een gezamenlijke douche en toilet.

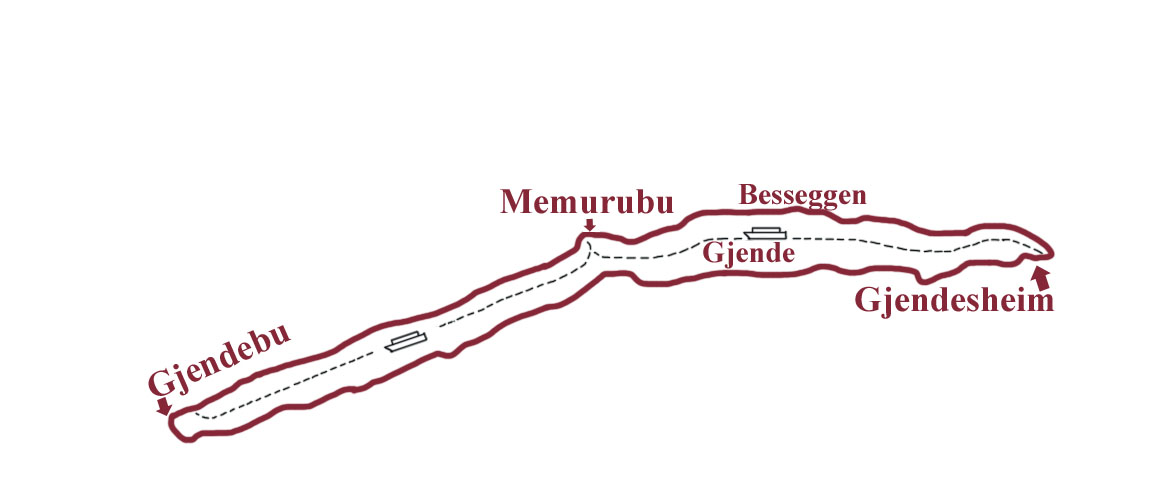
Een overzicht van het meer Gjende met de locaties van de berghutten Gjendebu, Memurubu en Gjendesheim.